# ヴィルパント
ヴィルパント (Villepinte) は、フランス、イル＝ド＝フランス地域圏、セーヌ＝サン＝ドニ県のコミューン。

## 地理
パリ中心部から北東へ約18km、ペイ・ド・フランス地方の心臓部にあたる。コミューンは域内を通るA104道路によって南北に二分されている。

## 歴史

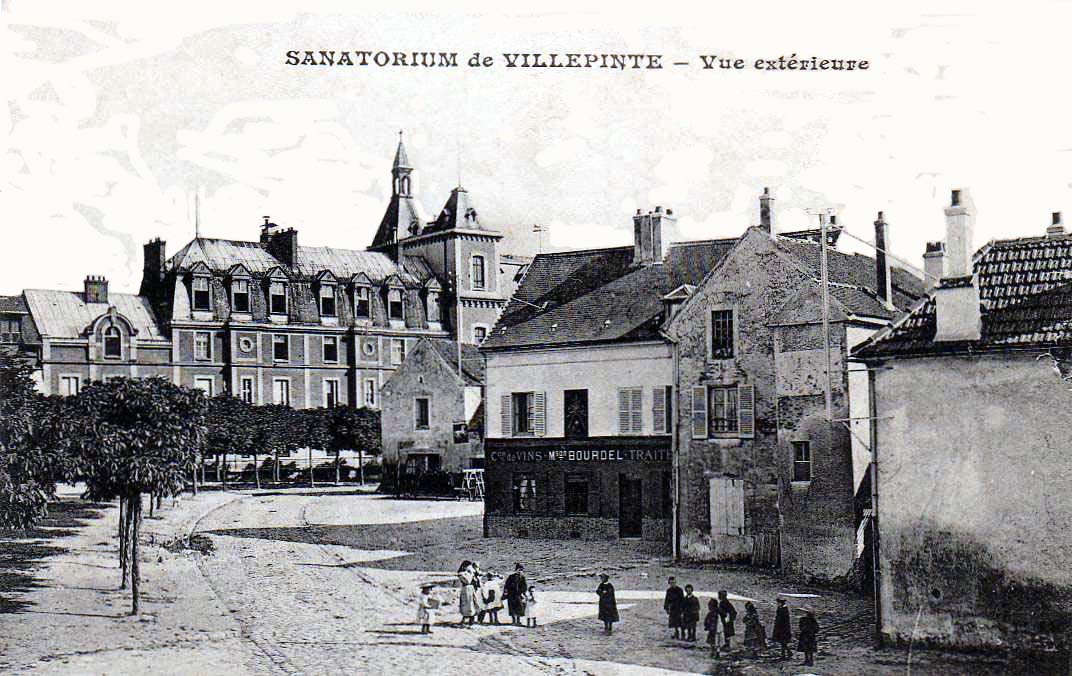
1900年頃のサナトリウム

ヴィルパントとは、ラテン語のvilla pictaから派生した。
穀物生産の盛んなペイ・ド・フランス地方の中心にあり、新石器時代から人が定住していた。古代この場所にはガリア系のパリシイ族が住んでいた。9世紀以降、この地は権力を持つサン＝ドニ修道院のものとなった。修道士が建てた要塞化された住居が1387年にあったことがわかっている。
17世紀、ヴィルパントはパリのブルジョワであるビニョン家の田舎の家となった。1650年、ビニョン家はルイ13世様式の『赤い城』と呼ばれた邸宅を建てた。11ヘクタールの公園に囲まれたこの邸宅は、1880年に修道女が買い上げた。1年後、邸宅はサナトリウムとなった。
1920年代初頭、パリから北のソワソンへの鉄道停車駅がコミューン北部にでき、最初の住宅団地がつくられた。1920年代から1930年代にかけコミューン面積の7%が都市化された。これによってコミューン南部の都市化は、休閑地、小屋、孤立した別荘、庭園からなる異なる種類のものが混ざり合ったものとなった。初期の人口流入時にはしばしば困難な状況に置かれた（電気が引かれるまで長い交渉が行われた）。1960年代からヴィルパントは第二の大きな転換期を迎えた。農地に、461ヘクタールにも及ぶ都市開発ゾーンができた。1982年、パリ＝ノール・ヴィルパント・コンヴェンション・センターが開業し、現在は展示会場が246,000平方メートルになっている。また、シャルル・ド・ゴール空港に近接してビジネス・パークのパリ＝ノールIIは4つのコミューンに広がる面積を持つ。

## 交通
- 空港 - シャルル・ド・ゴール空港
- 道路 - A104、N2
- 鉄道 - RER B線ヴィルパント駅。パルク・デ・エクスポジション駅。ヴェール＝ギャラン駅。

## 姉妹都市
- シュヴェンディ＝シェーネブルク、ドイツ

## 出身者
- アルー・ディアッラ：サッカー選手
- シガマリ・ディアッラ：サッカー選手
- サイード・タグマウイ：俳優
- イブラヒマ・トラオレ：サッカー選手
- フェトゥ・マウアサ：サッカー選手
- アン＝ノア・マセンゴ：サッカー選手
- マクシム・ルヴェルブ：サッカー選手